# チェロとオーケストラのための「コンチェルト・オスティナート」
チェロとオーケストラのための「コンチェルト・オスティナート」は、芥川也寸志が1969年に作曲したチェロ協奏曲。欧文タイトルは、Concerto ostinato per v'cello ed orchestra。演奏時間は約18分。

## 作曲の経緯
芥川也寸志は1967年以来、オスティナートに徹した作風へ転換をはかっていた。この曲はチェロ奏者岩崎洸の委嘱で作曲され、岩崎に献呈された。

## 初演
- 1969年12月16日東京文化会館で開催の東京交響楽団第173定期演奏会において、秋山和慶指揮、チェロ独奏岩崎洸、東京交響楽団により初演[6]。

## 編成
- 独奏チェロ、フルート2、オーボエ2、クラリネット2、ファゴット2、ホルン2、トランペット2、トロンボーン2、チューバ1、ティンパニ、大太鼓、小太鼓、鞭、鉄琴、マラカス、ハープ、チェンバロ、弦五部[2]

## 楽曲構成
1楽章形式で、全体は第1部と第2部に分かれる。第1部はA-B-A'-B'の2部形式。第2部はC-B"-C'の3部形式。

## 楽譜
日本作曲家協議会（1971年）、ソヴィエト国立出版所（ソヴェト作曲家同盟、1978年8月）、全音楽譜出版社（1991年）から楽譜が出版されている。